# Innocent Steps
Pour les articles homonymes, voir Innocent.
Pour plus de détails, voir Fiche technique et Distribution.
Innocent Steps (Daenseoui sunjeong, 댄서의 순정) est un film sud-coréen réalisé par Park Young-hoon, sorti le 28 avril 2005.

## Synopsis
Young-sae, anciennement un des plus grands danseurs de bal, attend sa nouvelle partenaire venant de Chine dans l'espoir de faire son comeback. Mais, Chae-ryn est venue à Séoul à la place de sa sœur danseuse. Lorsque Sang-doo, qui a dépensé tout son argent pour la faire venir de Chine, se rend compte de la supercherie, il décide de la vendre à un bar. Mais, malgré ce qu'il s'était promis, Young-sae décide d'apprendre à danser à Chae-ryn et des sentiments plus forts que de la simple confiance commencent à se développer entre eux.

## Fiche technique
- Titre : Daenseoui sunjeong
- Titre original : 댄서의 순정
- Titre anglais : Innocent Steps
- Réalisation : Park Young-hoon
- Scénario : Park Young-hoon, Park Gye-ok et Park Hyeon-gyu
- Production : Choi Sun-sik, Heo Jae-cheol et Lee Jae-hyeok
- Musique : Choi Man-sik
- Photographie : Kim Jong-yun
- Montage : Shin Min-gyeong
- Pays d'origine : Corée du Sud
- Langue : coréen, mandarin
- Format : Couleurs - 2,35:1 - Dolby Digital - 35 mm
- Genre : Comédie, romance
- Durée : 110 minutes
- Date de sortie : 28 avril 2005 (Corée du Sud)

## Distribution
- Moon Geun-yeong : Jang Chae-ryn
- Park Geon-hyeong : Na Young-sae
- Park Won-sang : Ma Sang-doo
- Yun Chang : Jung Hyun-soo

## Récompenses
- Nomination au prix de la meilleure actrice (Moon Geun-yeong), meilleur espoir masculin (Park Geon-hyeong) et meilleurs costumes (Lee Jin-young), lors des Grand Bell Awards 2005.